# Giraffen
De giraffen (Giraffa) zijn een geslacht van evenhoevige zoogdieren waarvan de vertegenwoordigers voorkomen in Afrika. Ze zijn bekend om hun lange nek en het vlekkenpatroon op hun vacht. Giraffen zijn de grootste herkauwende zoogdieren op aarde. Samen met hun nauwste verwant, de veel kleinere okapi, vormen de giraffen de familie Giraffidae.
Het verspreidingsgebied van de giraffen is zeer groot; het strekt zich uit van Tsjaad in het noorden tot Zuid-Afrika in het zuiden, en van Niger in het westen tot Somalië in het oosten. Giraffen zijn te vinden in savannes en bosrijke gebieden. Ze voeden zich met de bladeren, vruchten en bloemen van houtige planten, voornamelijk acacia's, meestal van hoge takken die andere herbivoren niet kunnen bereiken.
Giraffen leven in kuddes, die vooral bestaan uit verwante vrouwtjes en enkele mannetjes. Mannetjes bepalen een hiërarchie door met hun nekken tegen elkaar aan te slaan (nekworstelen). Dominante mannetjes krijgen paringsvoorrang tot vrouwtjes, die als enige verantwoordelijk zijn voor het grootbrengen van de jongen. Roofdieren als leeuwen, luipaarden en gevlekte hyena's maken (jonge) giraffen soms tot hun prooi.
De taxonomische indeling van giraffen was lange tijd onzeker. In het verleden werd aangenomen dat giraffen één soort vormden, Giraffa camelopardalis, met negen ondersoorten. Genetisch onderzoek heeft vastgesteld dat er hoogstens acht verschillende soorten bestaan. Uit het fossielenbestand zijn nog eens zeven andere uitgestorven soorten giraffen bekend.

## Etymologie
Het woord "giraffe" of "giraf" komt van het Italiaanse woord giraffa dat ontleend is aan het Arabische woord zarāfa, wat op zijn beurt uit een Afrikaanse taal is overgenomen. De Romeinen noemden de giraffe camelopardalis, wat letterlijk "kameelpanter" betekent. Deze benaming komt nog terug in het Afrikaans (kameelperd) en vroeger ook in het Nederlands (kameelpardel).

## Uiterlijke kenmerken

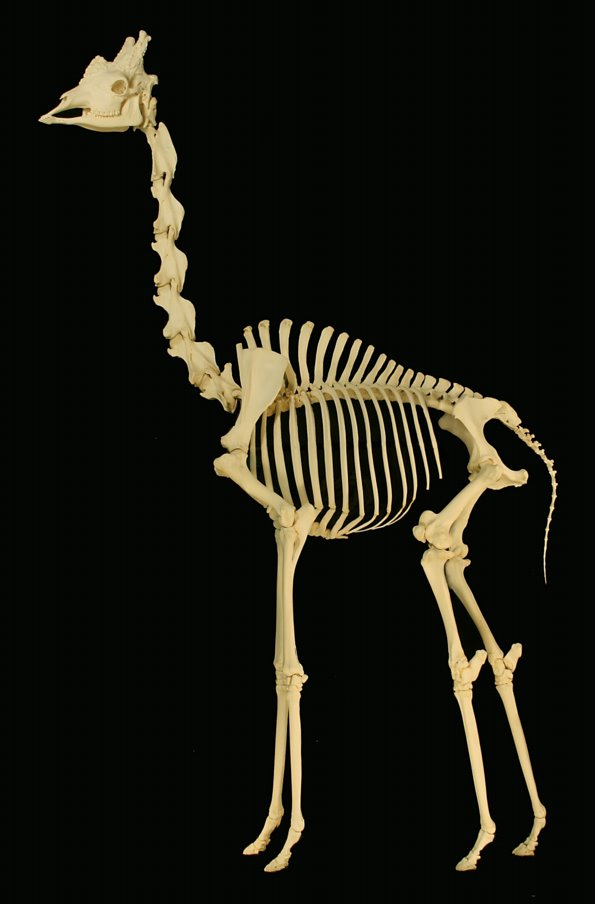
Het skelet

Een volwassen giraffe heeft een kop-romplengte van 3,5 tot 4,8 meter en een staartlengte van 76 tot 110 centimeter. Mannetjes worden over het algemeen groter dan vrouwtjes. Vrouwtjes zijn over het algemeen 3,5 tot 4,7 meter hoog en 400 tot 500+ kilogram zwaar. Mannetjes zijn 3,9 tot 5,2 meter hoog en 500 tot 800 kilogram zwaar. Bij uitzondering kan een mannetje 5,3 tot 5,5 meter hoog worden.

### Huid en vacht
De vacht van een giraffe is een opvallend kenmerk. De vacht heeft onregelmatige, donkere vlekken die oranje, kastanjebruin, bruin of bijna zwart zijn. Ze worden gescheiden door licht haar (meestal wit of crème van kleur). De huid onder de donkere gebieden, met name de vlekken, kan als venster dienen voor thermoregulatie, waarbij het ook een geschikte locatie is voor bloedvaten en grote zweetklieren. De huid van de giraffe is meestal grijzig. De huid is ook dik en stelt hen in staat om door een doornstruik te rennen zonder enige verwondingen op te lopen. De vacht kan ook dienen als een chemische verdediging, omdat het vol zit met parasiet- en insectenwerende middelen die het dier een karakteristieke geur geven. Er zijn ten minste elf belangrijke aromatische stoffen in de vacht, maar indool en scatool zijn verantwoordelijk voor de meeste geur. Omdat de mannetjes een sterkere geur hebben dan de vrouwtjes, bestaat het vermoeden dat het ook een seksuele functie heeft.
De vlekken van een giraffe kleuren donkerder naarmate het dier ouder wordt. De vlekken op de vacht bij mannetjes beginnen voor het eerst te veranderen van kleur tussen de leeftijd van zeven en acht jaar. Het verkleuren van de vlekken duurt zo'n 2 jaar. Wanneer een giraffe ongeveer tien is, zijn z'n vlekken volledig zwart. De vlekken bij een vrouwtje zijn altijd iets lichter dan de vlekken bij een mannetje. Hiermee kunnen wetenschappers de leeftijd van een giraffe inschatten. Het is nog niet helemaal bekend hoe de verkleuring van de vlekken plaatsvindt, maar er bestaat een vermoeden dat dit gebeurt doordat bij een giraffe in de puberteit het testosterongehalte verandert.
Langs de nek lopen manen van korte, rechtopstaande haren. De staart van een giraffe is dun en ongeveer 1 meter lang. Hij eindigt in een lang donker plukje haar en wordt gebruikt als bescherming tegen insecten.

### Skelet

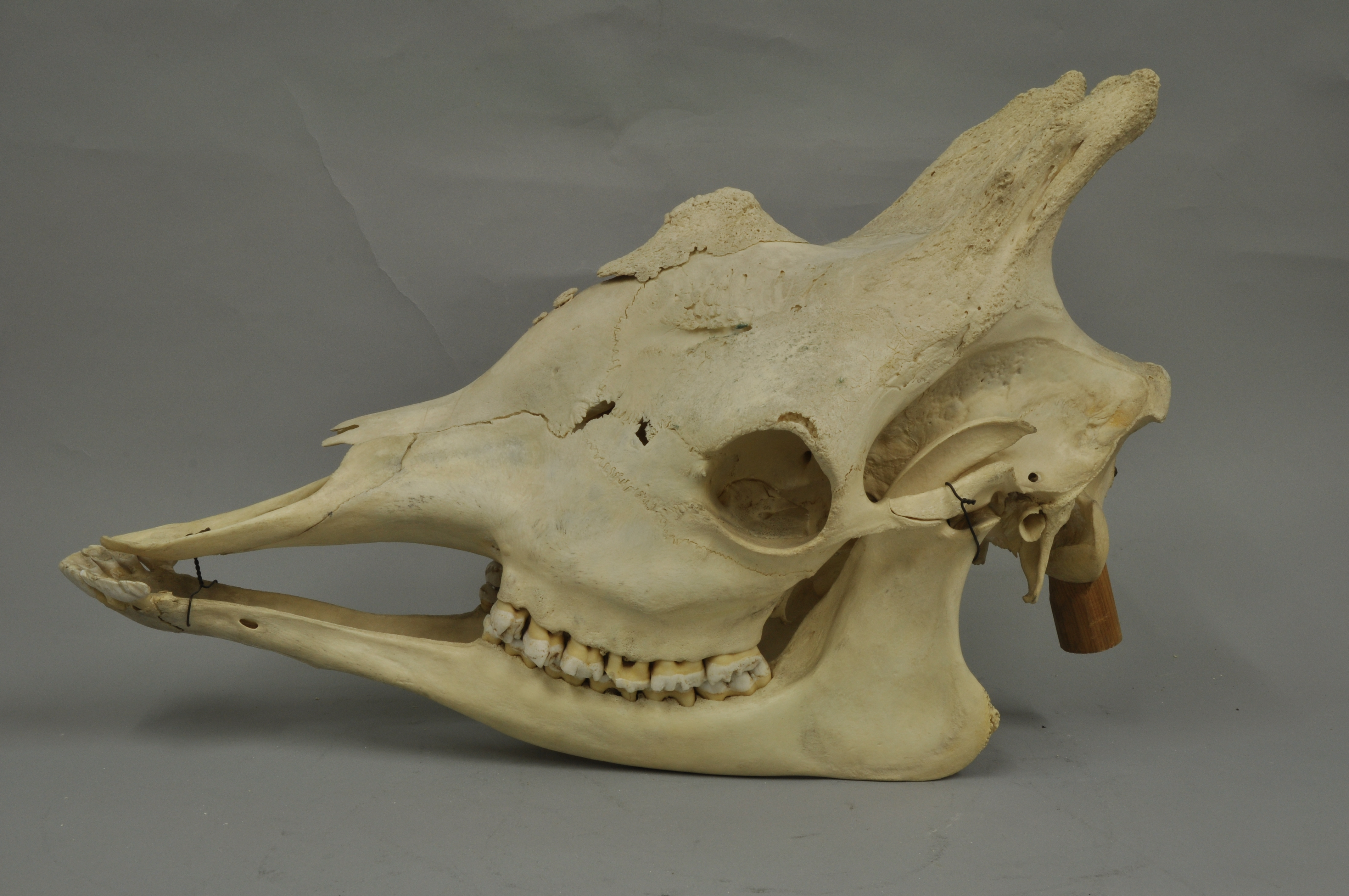
De schedel

Het skelet van een giraffe heeft dezelfde samenstelling als dat van een mens. Net als bij een mens kan het aantal wervels van een giraffe soms verschillen. Een mens heeft ongeveer 34 wervels, terwijl er dit bij een giraffe 44 tot 54 zijn. Dit komt doordat een giraffe een staart heeft met ongeveer 17 staartwervels. Een giraffe heeft hetzelfde aantal halswervels als bijna alle zoogdieren, namelijk zeven, maar ze zijn natuurlijk veel langer. Een giraffe heeft 12 tot 15 borstwervels en 5 lendenwervels. In het heiligbeen zitten 5 vergroeide wervels en in de stuit 3 tot 5 vergroeide wervels. De staart van de giraffe bestaat uit 200 botten.

### Kop

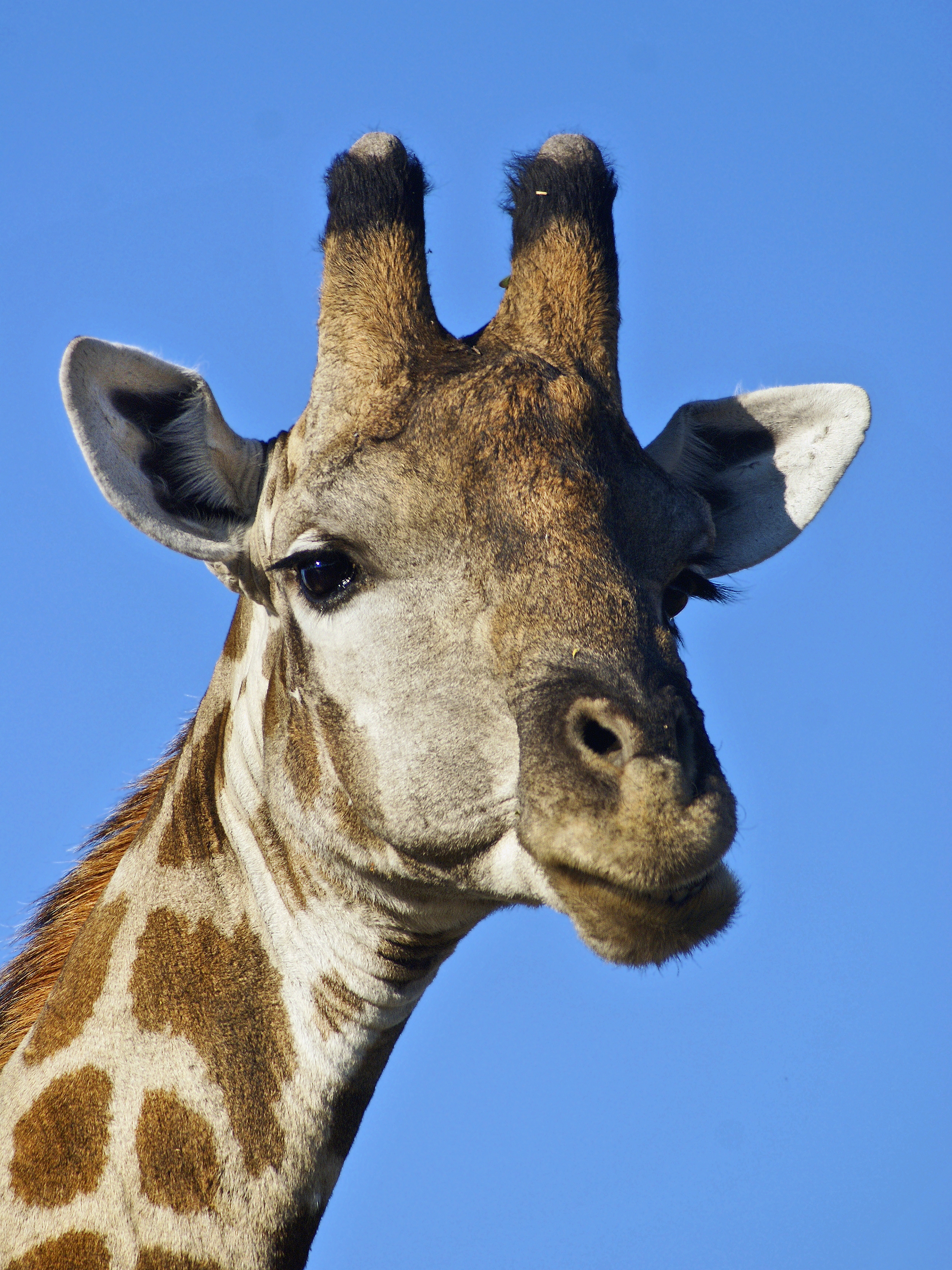
Kop van een mannetje

Beide geslachten van de giraffe hebben prominente hoornachtige structuren op hun kop, die worden gevormd uit verkalkt kraakbeen, bedekt met behaarde huid en gefuseerd aan de schedel bij het wandbeen. Aangezien er vaten in de horens zitten kunnen ze een rol spelen bij thermoregulatie. Ze worden ook gebruikt bij de strijd tussen mannetjes. Het uiterlijk is een betrouwbare gids voor het geslacht of de leeftijd van de giraffe: De horens van vrouwtjes en jongen zijn dun en hebben plukjes haar op de top, terwijl die van volwassen mannetjes eindigen in knoppen en vaak kaal zijn. Er is ook een mediane knobbel, die meer voorkomt bij mannetjes, aan de voorzijde van de schedel. Mannetjes ontwikkelen een opslag van calcium wanneer ze ouder worden, dat bulten vormt op hun schedel. De schedel van een giraffe wordt licht gehouden door meerdere sinussen. Echter, als ze ouder worden, worden de schedels zwaarder, wat hen helpt dominanter te zijn in de strijd. De schedel van een mannetje kan zo'n 13 kilo wegen, terwijl die van een vrouwtje maar 4,5 kilo weegt.
De achterste hoorntjes, hoog op het voorhoofd, zijn over het algemeen veel groter dan die lager op het voorhoofd. Bij veel dieren ontbreken deze voorste hoorntjes. In het midden van het voorhoofd zit ook één knobbelvormige hoorn.
De tong van giraffen is 45–50 cm lang, wat het grijpen van voedsel vergemakkelijkt; ze kunnen hiermee het gezicht schoonmaken, de tong zou tot de eigen oren kunnen reiken.

### Poten

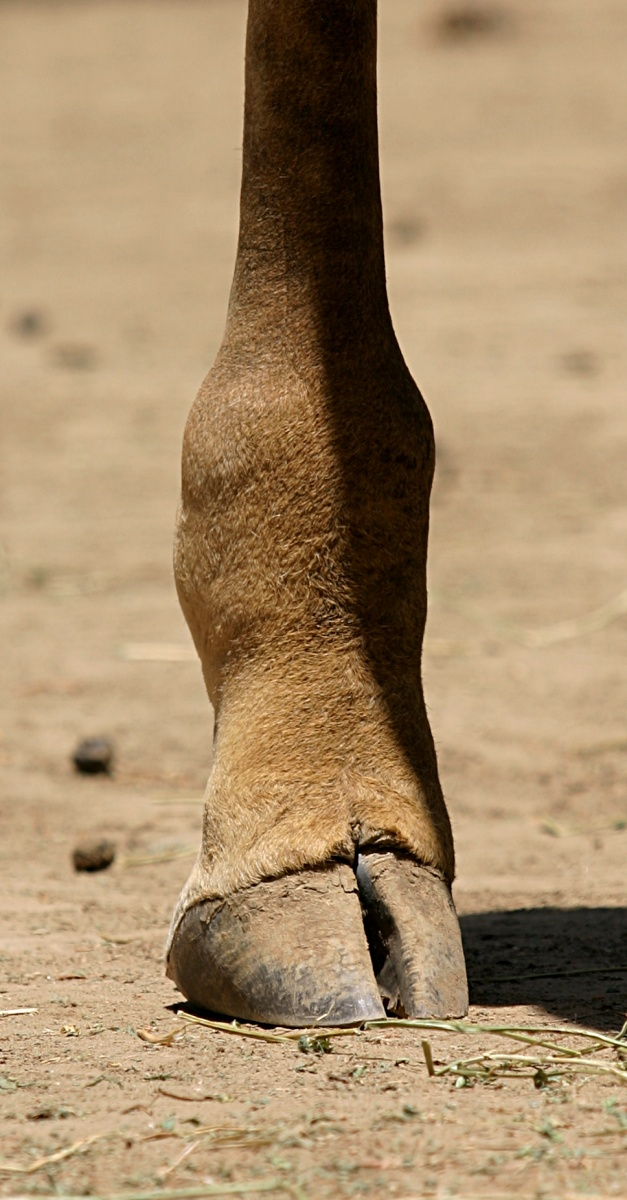
Rechterachterpoot

Een giraffe heeft, net als de nek, ook lange poten. Aan het einde van de poten zitten brede, afgeronde hoeven. De voor- en achterpoten van een giraffe zijn ongeveer even lang. Als de giraffe met zijn kop bij de grond wil komen om bijvoorbeeld te drinken moet hij zijn voorpoten spreiden. De giraffe kan galopperen met een snelheid van 56 km/h en kan een snelheid van ongeveer 50 km/h vast houden voor enkele kilometers. Het spaakbeen en de ellepijp van de voorpoten worden gedraaid door de handwortelbeenderen, dat weliswaar gelijk is aan de menselijke pols en fungeert als een knie. De hoef van de giraffe heeft een diameter van 30 cm en is 15 cm hoog bij mannetjes en 10 cm bij vrouwtjes. De achterkant van elke hoef is laag en de vetkuif is dicht bij de grond, waardoor de voet het gewicht van de giraffe kan ondersteunen. Giraffen hebben geen hubertusklauwen. Het bekken van de giraffe, dat relatief kort is, heeft een darmbeen, dat uitloopt tot de bovenste uiteinden.
Een giraffe heeft slechts twee gangen van voortbeweging: wandelen en galopperen. De giraffe is een telganger, wat betekent dat eerst de rechterpoten tegelijk verplaatst worden en daarna de linkerpoten. Bij het galopperen, bewegen de achterpoten voor de voorpoten uit en zal de staart opkrullen. Het dier is afhankelijk van de voorwaartse en achterwaartse bewegingen van het hoofd en de nek voor evenwicht.
Giraffen kunnen nauwelijks springen. Het hoogste dat ooit is opgenomen was slechts 1 meter hoog. Een giraffe rust door met zijn lichaam op zijn gevouwen poten te liggen. Om te gaan liggen, knielt het dier op zijn voorpoten en verlaagt vervolgens de rest van zijn lichaam. Om vervolgens weer terug op te staan, gaat hij eerst op de knieën zitten en spreidt de achterpoten om zijn achterwerk omhoog te krijgen. Vervolgens zet hij zijn voorpoten recht. Met elke stap zwaait de giraffe met zijn kop.
Giraffen zijn geen zwemmers. Met hun lange benen is het zeer omslachtig in het water, hoewel ze goed kunnen drijven. Tijdens het zwemmen, zou de thorax extra gewicht meeslepen met de voorpoten, waardoor het moeilijk voor het dier zou zijn om zijn nek en benen te bewegen in harmonie of haar hoofd boven het oppervlak te houden.

### Nek

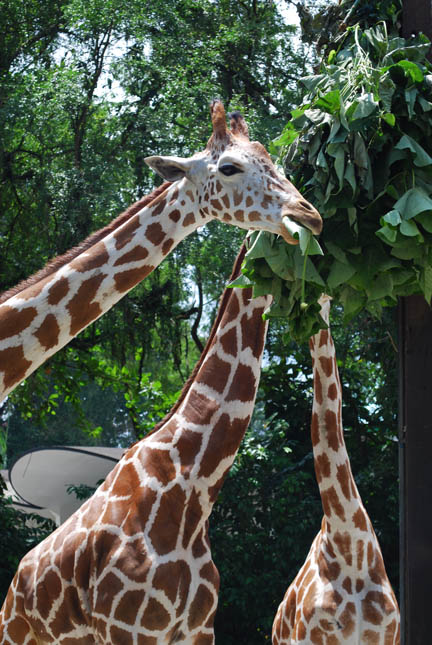
Door de lange nek kan de giraffe bij hoog voedsel komen

De giraffe heeft een extreem lange nek, die maximaal 2 m in lengte wordt. De nek van een giraffe kan tot wel 230 kilo wegen. Een giraffe heeft net als mensen en alle andere zoogdieren zeven nekwervels, alleen zijn ze veel langer. Elke wervel is dan ongeveer 28 cm lang. Dit omvat 52-54 procent van de wervelkolom, in tegenstelling tot andere grote hoefdieren, zoals het meest verwante dier van de giraffe, de okapi, waarvan de nekwervels maar 27-33 procent van de wervelkolom omvatten. De verlenging van de nek vindt grotendeels plaats na de geboorte, omdat giraffenmoeders anders moeite zouden hebben bij de geboorte van een jong die een net zo lange nek heeft als een volwassen giraffe. Het hoofd en de nek worden opgehouden door grote spieren en het ligamentum nuchae, die zijn verbonden met dorsale stekels naar de borstwervel, dat vervolgens een bult vormt. De nekwervels hebben kogelgewrichten. Het dier kan zijn kop verticaal kantelen via de atlas en draaier (C1 en C2) en meer takken bereiken met de tong.
Het draaipunt van de hals- en borstwervels van giraffen ligt tussen de eerste en tweede borstwervel (T1 en T2). Dit is in tegenstelling tot andere herkauwers waarbij het draaipunt ligt tussen de zevende halswervel (C7) en de eerste borstwervel (T1). Dit laat C7 direct bijdragen aan een grotere lengte van de nek en geeft aanleiding tot het feit dat T1 eigenlijk C8 is en giraffen dus een extra nekwervel hebben. Deze stelling is echter niet algemeen aanvaard, omdat T1 andere morfologische kenmerken heeft en omdat er uitzonderingen op zoogdieren zijn bij de grens van zeven nekwervels, die algemeen gekenmerkt zijn door een verhoging van neurologische afwijkingen en ziekten.
Er zijn twee hypothesen over de evolutionaire oorsprong en het onderhoud van de lange giraffennek. De "concurrerende planteneters hypothese" werd oorspronkelijk voorgesteld door Charles Darwin en onlangs uitgedaagd. Het suggereert dat de concurrentiedruk van kleinere planteneters, zoals koedoes, steenbokantilopes, en impala’s, de verlenging van de nek van de giraffe aanmoedigde, aangezien de giraffe voedsel kan bereiken dat de concurrenten niet kunnen. Dit is een reëel voordeel, aangezien giraffen voedsel kunnen bereiken tot zo’n 4,5 m hoog, terwijl zelfs vrij grote concurrenten, zoals de koedoe, een maximale hoogte kunnen bereiken tot ongeveer 2 m. Er is ook onderzoek waaruit blijkt dat er ook hevige concurrentie is op lagere niveaus bij planteneters en giraffen zich efficiënter voeden met gebladerte. Echter, zijn wetenschappers er het niet over eens over hoeveel tijd giraffen besteden op een niveau dat niet bereikt kan worden door andere planteneters. Een studie toonde aan dat volwassen giraffen met langere nekken hogere sterftecijfers hadden onder droge omstandigheden dan hun tegenhangers met een kortere nek. Deze studie suggereert dat het onderhouden van een langere nek meer voedingsstoffen nodig heeft, die giraffen met een langere nek in gevaar brengt tijdens een voedseltekort.
Een andere belangrijke theorie, de seksuele hypothese, stelt dat de lange nek zich ontwikkeld heeft als een secundair seksueel kenmerk, waardoor mannetjes een voordeel hebben in "nekworstel" wedstrijden (zie nekworstelen) om een machtspositie vast te stellen en toegang tot seksueel ontvankelijke vrouwtjes te verkrijgen. In ondersteuning van deze theorie, zijn nekken langer en zwaarder voor mannen dan bij vrouwen van dezelfde leeftijd, en de voormalige maken geen gebruik van andere vormen van de strijd. Een bezwaar in deze theorie is, is dat het niet uit te leggen valt waarom vrouwelijke giraffen ook een lange nek hebben.

## Zintuigen
Een giraffe heeft een zeer goed zicht en kan kleuren onderscheiden. Van alle dieren die op de savanne leven is de giraffe een van de dieren die het verst kan zien, mede doordat de ogen bij de giraffe aan de zijkant van de kop zitten en bij bijvoorbeeld leeuwen voor op de kop. Dit is handig om ook andere dieren te waarschuwen voor gevaar. Als bescherming tegen de doorns van bomen en tegen stof, hebben giraffen oogleden met zeer lange wimpers. Giraffen kunnen, net als mensen, de ogen apart van elkaar sluiten. Dit is handig voor als er stof of zand van een bepaalde kant komt ze toch met het andere oog alles in de gaten kunnen blijven houden. Giraffen hebben een normale reukzin. Ze kunnen hun neusgaten sluiten met spiertjes.

## Inwendige organen

### Gebit en spijsverteringskanaal

Schema van het pad van de Nervus laryngeus recurrens in een giraffe

De giraffe heeft een goed spijsverteringskanaal. Het gebit van de giraffe bestaat alleen uit tanden in de onderkaak en kiezen in onder-en bovenkaak. Aan de bovenkant ontbreekt het aan snijtanden (zie foto van de schedel). Zoals bij vele hoefdieren maken de ondersnijtanden contact met een vezelige plaat vooraan het gehemelte. De tanden en kiezen staan in een keurige halve cirkel en zijn allemaal ongeveer even groot. De kiezen gebruikt de giraffe om het eten te malen. Een vleeseter daarentegen heeft schaarkiezen om stukken vlees af te snijden. De kiezen van de giraffe hebben een ruwer oppervlak dan die van sommige andere zoogdieren. De lengte van het darmkanaal bedraagt 77 meter, zo'n 30x de lichaamslengte. Opvallend is in vergelijking met bijvoorbeeld runderen dat de giraffe een minder gespierde pens heeft van circa 100 liter. De dikke darm is in lengte 33% van de totale darm. Door de lange dikke darm heeft de giraffe iets gemeen met alle "fijnproevers", soorten die hun voedsel selecteren en meer bladeren en knoppen dan gras eten. De lange dunne darm komt voor bij grazers. In vergelijking met andere fijnproevers is de dikke darm van de giraffe extra lang.

### Ademhalingsstelsel
De luchtpijp van een giraffe is maar vier centimeter in doorsnee. Dit is ten opzichte van zijn lengte heel smal in vergelijking tot andere zoogdieren. De longen van een giraffe zijn acht keer groter dan die van een mens. Wetenschappers denken dat de dode luchtruimte in de luchtpijp te groot zou worden bij een grotere diameter. Het feit dat giraffen geen grotere luchtpijp nodig hebben dan andere zoogdieren is doordat ze hun lucht krachtiger uitademen. De snelheid van de lucht in de luchtpijp van een giraffe is 180 centimeter per seconde, wat twee keer zo snel is als bij mensen. De luchtstroom is zo snel, dat er bijna turbulentie ontstaat. Wanneer er turbulentie zou ontstaan zou de luchtweerstand hoger worden en de effectiviteit van de ademhaling verlaagd worden.

### Bloedsomloop
Giraffen hebben over het algemeen een klein, maar extreem krachtig hart. Het hart van een giraffe weegt zo'n 12 kilo en heeft een inhoud van 6 liter. Het hart transporteert ongeveer 60 liter bloed per minuut. Dit extreem krachtige hart is nodig om voldoende bloed door hun lange nek naar de hersenen te kunnen pompen. De hersenen van de giraffe bevinden zich bij normale stand 2 tot 3 meter boven het hart. Wanneer ze drinken, dalen de hersenen 2 tot 3 meter beneden dit niveau. De giraffe heeft een veel hogere bloeddruk dan andere landdieren, nodig doordat de afstand tussen de hersenen en het hart veel groter is. De wanden van zijn aderen en slagaderen zijn dik en gespierd, waardoor het onmogelijk is om te barsten wanneer het hart grote hoeveelheden bloed door het lichaam pompt. Het hart heeft krachtige hartspieren, dat de giraffe in staat stelt om bloed vanaf het hart ruim 2 meter naar boven te pompen. Voorheen dachten wetenschappers dat de giraffe een zeer groot hart moest hebben om zijn bloedsomloop te kunnen reguleren. Giraffen hebben een manier om de capaciteit van hun cardiovasculair systeem aan te passen. Ze kunnen hun bloedvaten laten uitzetten of krimpen, zodat het volume van het systeem veranderd. Aderkleppen in de slagaders zorgen ervoor dat het bloed tussen de hartslagen niet naar beneden zakt. Om de bloeddruk naar de kop te controleren, heeft de giraffe in zijn nek zeer elastische bloedvaten en kleppen in de vaten.

## Levenswijze

### Gedrag
De giraffe leeft in losse kuddes van zes tot twaalf dieren. Volwassen mannetjes dulden meestal geen andere volwassen mannetjes in hun vaste territorium. Vrouwtjes leven niet in een vast woongebied, en de woongebieden tussen kuddes overlappen meestal. In de droge tijd, als voedsel en water schaars zijn, leven de dieren in grotere groepen.

### Slaap
De giraffe slaapt met tussenpozen ongeveer 1,5 tot 5 uur per dag, meestal 's nachts. Bij voorkeur slaapt hij liggend, echter, zijn er staand slapende giraffen waargenomen, in het bijzonder bij oudere giraffen. De giraffe blijft de gehele dag actief en slaapt kort, per keer zo'n 4 tot 6 minuten lang. Dit gaat als volgt: hij legt zich neer, draait zijn hals in een lus naar achter en laat zijn kop rusten op z'n romp. Op het heetst van de dag rusten de giraffen in de schaduw.

### Nekworstelen
Mannelijke giraffen gebruiken hun nek als wapen in de strijd, een gedrag dat bekendstaat als "nekworstelen". Nekworstelen wordt gebruikt door mannetjes om dominantie te winnen en verwerven daardoor meer voortplantings-succes. Dit gedrag treedt op bij lage of hoge intensiteit. Bij nekworstelen met een lage intensiteit, wrijven en leunen de strijders tegen elkaar met hun nek. Het mannetje dat zich het meest rechtop kan houden wint de strijd. Bij nekworstelen met een hoge intensiteit, zullen de strijders hun voorpoten spreiden en hun nekken tegen elkaar aanzwaaien, in een poging elkaar te raken met hun horens. De strijders zullen proberen om elkaars aanval te ontwijken en dan afwachten om vervolgens opnieuw met hun nek te zwaaien. De kracht van een klap is afhankelijk van het gewicht van de schedel en de boog van de zwaai. Een nekworstelstrijd kan tot een half uur duren, afhankelijk van het enthousiasme van de strijders.
Mannetjes bepalen een hiërarchie door met hun nekken tegen elkaar aan te slaan. Ze staan dan schouder aan schouder tegenover elkaar, waarna ze met enkele krachtige slagen met de nek elkaar proberen te laten wankelen. Dit kan met veel letsel gepaard gaan: het komt voor dat een onderkaak of een nekwervel breekt in deze gevechten.

### Voedsel

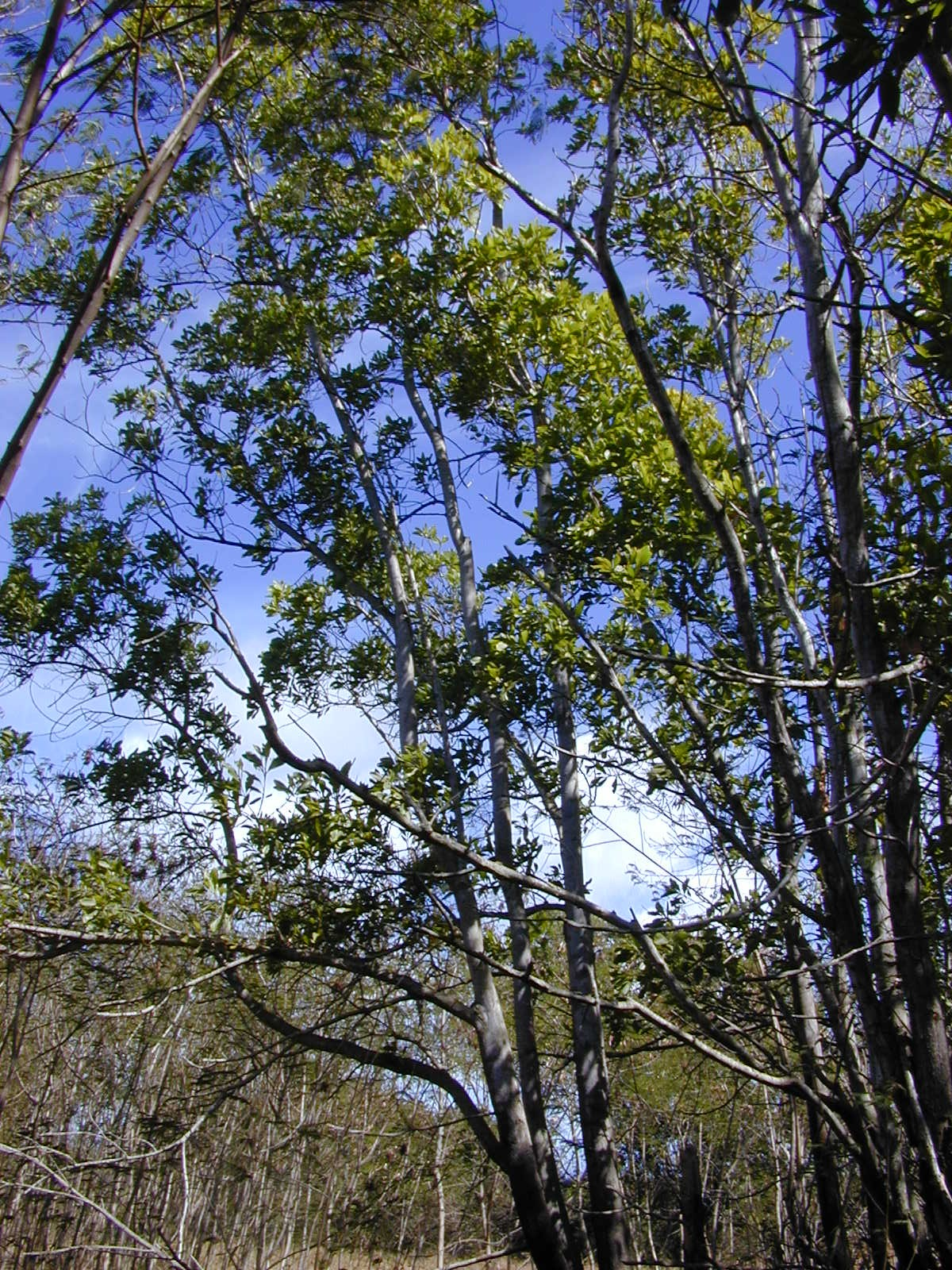
De giraffe eet veel van de acacia

De giraffe is een herkauwer. Hij eet vooral bladeren, scheuten, vruchten en knoppen met name van mimosa, Commiphora, Terminalia en de stekelige acacia, maar ook andere struiken en bomen. De planten bevatten een belangrijke bron van calcium en eiwitten om de giraffe in zijn groei te ondersteunen. Bladeren grijpt hij met de 45 centimeter lange tong en de beweeglijke lippen. Vanwege zijn ruwe, geharde tong heeft de giraffe geen last van de scherpe acaciadoorns. Ook in droge tijden, als er op de savanne nauwelijks water te vinden is, kan de giraffe overleven. In de bladeren zit veel vocht en een volwassen giraffe eet hiervan zo'n 60 à 65 kg per dag. Dankzij zijn hoogte kan de giraffe bij bladeren die voor de meeste herbivoren onbereikbaar zijn. Wanneer een giraffe gestresseerd is, komt het soms voor dat hij op de schors van takken kauwt. Hoewel de giraffe een herbivoor is, is het bekend dat de giraffe karkassen opzoekt en opgedroogd vlees van botten likt. Tijdens het natte seizoen, is er eten in overvloed en zijn de giraffe meer verspreid, terwijl in het droge seizoen, ze zich verzamelen rond de overgebleven groene bomen en struiken. Moeders hebben de neiging zich te voeden in open gebieden, vermoedelijk om het gemakkelijker te maken roofdieren op te merken. Het is voor een giraffe gebruikelijk om te kwijlen tijdens het eten. De giraffe eet minder voedsel dan vele andere planteneters, omdat hij een betere spijsvertering heeft en de planten die hij eet meer voedingsstoffen bevatten. De ontlasting van het dier komt in de vorm van kleine keutels. Wanneer het dier toegang heeft tot water, drinkt het met tussenpozen niet langer dan 3 dagen. Giraffen hebben een groot effect op de bomen waarvan ze eten. Ze vertragen de groei van jonge bomen voor jarenlang en ze eten van bomen waarvan de takken te lang zijn. Koeien gaan altijd liggen tijdens het herkauwen maar giraffen blijven bij het herkauwen liever staan.

## Voortplanting en ontwikkeling
In maart en april produceert de mannetjesgiraffe een soort geblaat. Dat is het begin van het paringsgedrag om een vrouwtje te vinden. Een bronstig vrouwtje trekt de aandacht van meerdere mannetjes. Vervolgens ruikt een mannetjesgiraffe aan de urine van het vrouwtje om te kijken of ze drachtig is. Als dat het geval is zal het mannetje haar verdedigen, om haar onder andere van andere mannetjes weg te houden. Een mannetje legt zijn kop op de achterkant van het vrouwtje en zal haar staart likken. Een vrouwtjesgiraffe zal enkel paren met een of enkele grote mannetjes. Indien het vrouwtje het mannetje accepteert zal het mannetje zijn voorpoten achter op de rug van het vrouwtje leggen en beginnen te paren. Een vrouwtje heeft een vaste plaats waar al haar jongen worden geboren. Ze zal hier naar blijven terugkeren om te kalven. Een jonge giraffe wordt geboren na een draagtijd van 14 à 15 maanden. Een jong wordt geboren terwijl de moeder rechtop staat en soms zelfs loopt. Het jong valt dan twee meter naar beneden. Een pasgeboren giraffe is al bijna 2 meter hoog en weegt 45 à 50 kg. Het giraffenjong kan binnen vijf minuten staan. De moeder eet de nakomende moederkoek op. De eerste week houdt het jong zich goed verborgen en de moeder zal niet ver van het jong wijken. In de eerste week groeit het jong drie centimeter per dag. Het groeiproces wordt geholpen doordat de jonge giraffe melk drinkt bij de moeder dat tot wel 18% vet bevat, ter vergelijking; slagroom bevat 25% vet. Daar waar nodig zal ze haar jong beschermen. Na een week voegt het vrouwtje zich met het jong bij een kudde. Het jong zal worden opgenomen in een "crèche", bestaande uit tot negen andere pasgeboren giraffen. Vrouwtjes verlaten deze crèche enkel alleen op het heetst van de dag, als de meeste roofdieren rusten. Na drie tot vier maanden zal het jong de crèche verlaten om de moeder te vergezellen. De zoogtijd neemt een half jaar tot een jaar in beslag. Na zes maanden zal het zich meer onafhankelijk van de rest gaan bewegen. Na negen maanden zijn de jongen al 3 meter hoog. Vrouwtjes zijn geslachtsrijp na hun derde tot vierde levensjaar, bij mannetjes duurt dit een jaar langer. De meeste vrouwtjes krijgen hun eerste jongen echter pas na hun 7e levensjaar.
In het verleden veronderstelde men dat de ondersoorten redelijk gescheiden en zuiver van ras bleven, en dat onderlinge kruising heel zelden voorkwam. Onderzoek waarvan de resultaten in 2013 werden gepubliceerd maakte aannemelijk dat het verschil in regenseizoen in de regio's waar ze voorkomen hiervoor de reden is. Daar de meeste kalfjes net voor het regenseizoen geboren worden, is ook hun voortplantingscyclus hieraan aangepast.

## Vijanden
Natuurlijke vijanden heeft de giraffe nauwelijks. Het dier wordt beschermd door zijn snelheid en hoogte. Eventuele predatoren (voornamelijk leeuwen) worden op een afstand gehouden met ferme trappen, die zware schade kunnen toebrengen aan een eventuele aanvaller. Eén trap van een giraffe is soms voldoende om de schedel van een leeuw te verbrijzelen. Het loeiende en snuivende geluid van een giraffe in gevaar is dan ook zelden te horen. Toch sterft de helft tot driekwart van de pasgeboren giraffen voortijdig door roofdieren als gevlekte hyena's, leeuwen, luipaarden, krokodillen, Afrikaanse wilde honden en mensen.
De giraffe is het kwetsbaarst als hij drinkt. Als een giraffe drinkt uit een poel moet hij zijn voorpoten (die langer zijn dan zijn achterpoten) spreiden in een spagaat. Doordat een giraffe langer dan een maand zonder water kan, hoeft hij echter zelden te drinken. Ze zullen echter iedere drie dagen drinken als er water in de buurt is, en in de droge tijd zullen ze zelden ver van een waterbron te vinden zijn.

## Taxonomie: soorten en ondersoorten
Over de indeling van giraffen in soorten bestaat geen consensus onder dierkundigen. Er zijn onderzoekers die vasthouden aan slechts één soort Giraffa camelopardalis, verdeeld in zes ondersoorten. Er zijn ook onderzoekers die vier soorten (G. giraffa, G. tippelskirchi, G. reticulata en G. camelopardalis) onderscheiden waarbij twee soorten verder worden ingedeeld in twee respectievelijk drie ondersoorten. De literatuur over de diverse soorten, ondersoorten of rassen giraffen levert dus een verwarrend beeld. Volgens de specialisten van de IUCN in 2016 is verder DNA-onderzoek vereist voor een indeling waarover consensus mogelijk is. In navolging van Wilson & Reeder onderscheidt ook de IUCN maar één soort, met echter tien (en niet zes) ondersoorten. In afwachting van beter onderzoek waarop een indeling in soorten en ondersoorten kan worden gebaseerd, kent de IUCN aan de afzonderlijke ondersoorten geen speciale Rodelijststatus toe. De groep als geheel heeft de status kwetsbaar.
De taxonomie van de giraffen levert een verwarrend beeld. Onder specialisten is geen consensus over de indeling in soorten en ondersoorten. Wilson & Reeder onderscheiden maar één soort G. camelopardalis met zes ondersoorten:
- G. c. camelopardalis
- G. c.  reticulata
- G. c.  rothschildi
- G. c.  thornicrofti
- G. c.  tippelskirchi
- G. c.  giraffa

De IUCN beschouwt ook alle giraffen als één soort: Giraffa camelopardalis maar dan onderverdeeld in tien ondersoorten. DNA-onderzoek gepubliceerd in 2016 levert een (voorlopig) nieuwe indeling in vier soorten
- Zuidelijke giraffe (G. giraffa), bestaande uit twee ondersoorten
  - Angolagiraffe (G. g. angolensis) en
  - Kaapse giraffe (G. g. giraffa);
- Masaigiraffe (G. tippelskirchi);
  - Masaigiraffe (G. t. tippelskirchi)
  - Thornicrofts giraffe (G. t. thornicrofti)
- Somalische giraffe (G. reticulata); en
- Noordelijke giraffe (G. camelopardalis), met vier ondersoorten 
  - Nubische giraffe (G. c. camelopardalis)
  - Rothschildgiraffe (G. c. rothschildi)
  - Kordofangiraffe (G. c. antiquorum)
  - Tsjaadgiraffe (G. c. peralta).

Daarnaast is er een groep uitgestorven soorten:
- †Giraffa gracilis
- †Giraffa jumae
- †Giraffa priscilla
- †Giraffa punjabiensis
- †Giraffa pygmaea
- †Giraffa sivalensis
- †Giraffa stillei

Twee onderling verschillende geografische onderverdelingen in (onder-)soorten
Indeling in zeven ondersoorten
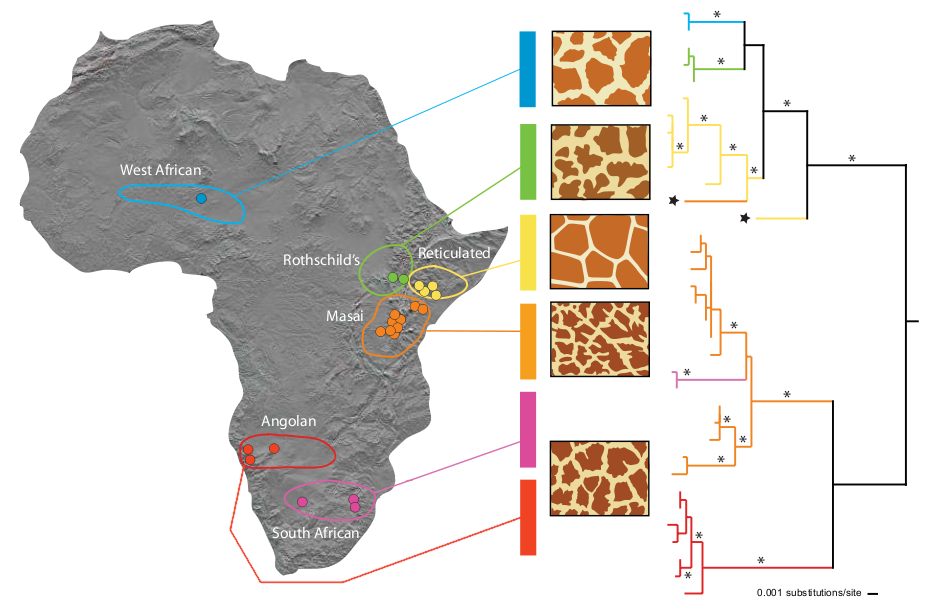
Nieuwe stamboom als resultaat van DNA-onderzoek

Het DNA-onderzoek uit 2016 levert een fylogenetische stamboom die de verwantschap tussen de vier soorten nader in kaart brengt.
|  | Giraffa tippelskirchi (IUCN: masaigiraffe, G. c. tippelskirchi)                                                                                |
|  | |
|  | \| \| Giraffa reticulata (IUCN:Somalische giraffe G. c. reticulata) \| \| \| \| \| \| Giraffa camelopardalis (noordelijke giraffe) \| \| \| \| |
|  | |
|  | Giraffa reticulata (IUCN:Somalische giraffe G. c. reticulata)                                                                                  |
|  | |
|  | Giraffa camelopardalis (noordelijke giraffe)                                                                                                   |
|  | |

|  | Giraffa reticulata (IUCN:Somalische giraffe G. c. reticulata) |
|  |                                                               |
|  | Giraffa camelopardalis (noordelijke giraffe)                  |
|  |                                                               |

|  | Giraffa tippelskirchi (IUCN: masaigiraffe, G. c. tippelskirchi)                                                                                |
|  | |
|  | \| \| Giraffa reticulata (IUCN:Somalische giraffe G. c. reticulata) \| \| \| \| \| \| Giraffa camelopardalis (noordelijke giraffe) \| \| \| \| |
|  | |
|  | Giraffa reticulata (IUCN:Somalische giraffe G. c. reticulata)                                                                                  |
|  | |
|  | Giraffa camelopardalis (noordelijke giraffe)                                                                                                   |
|  | |

|  | Giraffa reticulata (IUCN:Somalische giraffe G. c. reticulata) |
|  |                                                               |
|  | Giraffa camelopardalis (noordelijke giraffe)                  |
|  |                                                               |

## Relatie met de mens

### In de cultuur

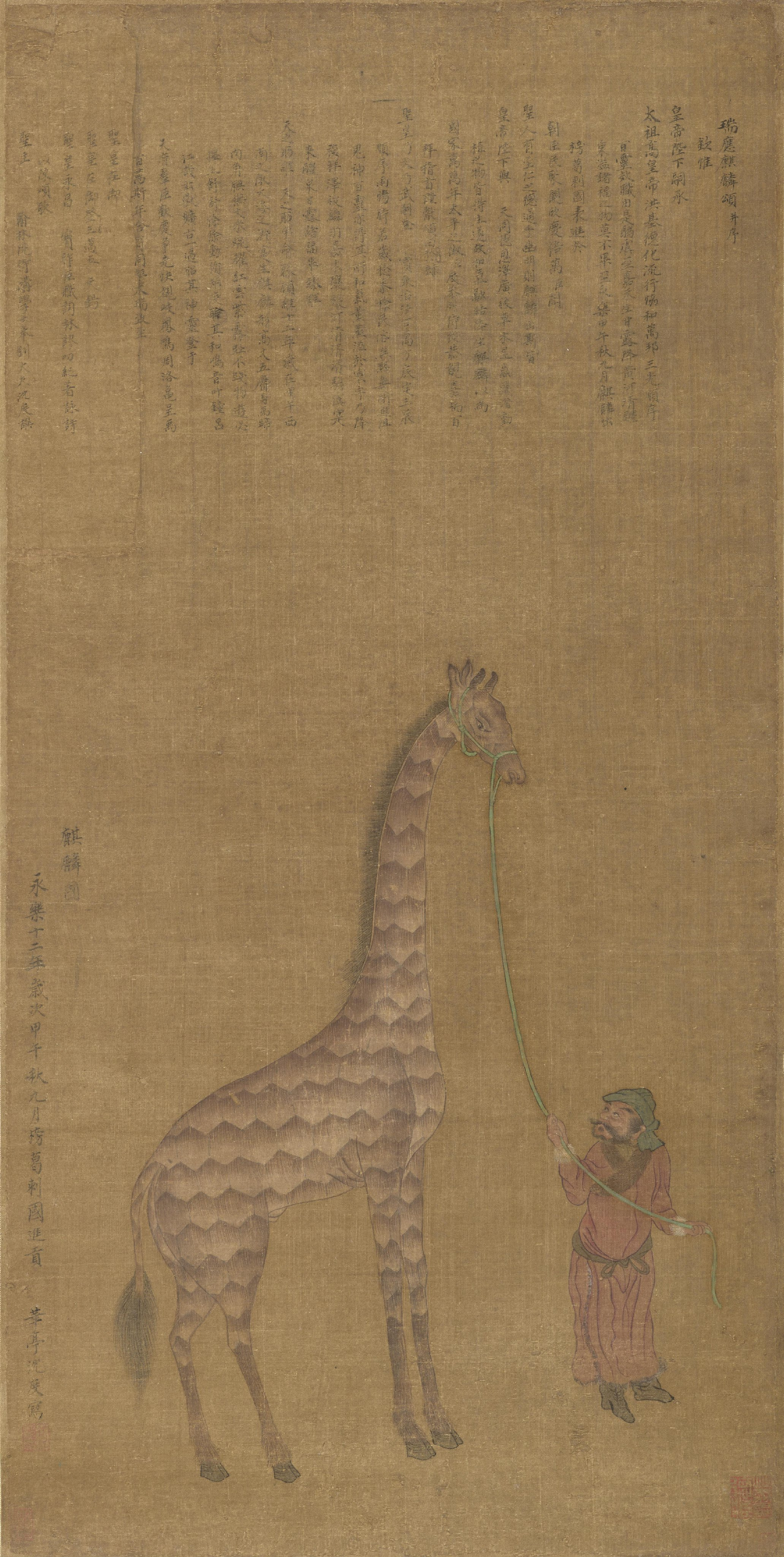
Schildering van een giraffe die tijdens de Mingdynastie wordt geïmporteerd in China

Mensen hebben sinds heugenis op verschillende manieren contact met giraffen. De Bosjesmannen van Zuid-Afrika hebben hun geneeskundige dansen vernoemd naar sommige dieren: de giraffendans wordt uitgevoerd om kwalen van het hoofd te behandelen. Hoe de giraffe zijn lengte kreeg is het onderwerp van diverse Afrikaanse volksverhalen, inclusief een van Oost-Afrika dat ons uitlegt dat giraffen groeiden door het eten van te veel magische kruiden. Giraffen werden afgebeeld in de kunst in heel het Afrikaanse continent, zoals door de Egyptenaren en Meroë-Nubiërs. De Egyptenaren gaven de giraffe zijn eigen hiëroglief, genaamd "sr" in het Oudegyptisch en "mmy" in latere perioden. Ook hielden ze giraffen als huisdieren en verscheepten ze hen rond de Middellandse Zee.
De giraffe was ook bekend bij de Grieken en Romeinen, die er de naam camelopardalis aan gaven, omdat het de gestalte van een kameel en de huid van een panter zou hebben. De giraffe was een van de vele dieren die verzameld en tentoongesteld werden door de Romeinen. De eerste in Rome werd door Julius Caesar meegebracht van zijn Afrikaanse veroveringen en aan het publiek getoond in 46 v.Chr. Met de val van het Romeinse Rijk nam ook het aantal giraffen in Europa af.
Tijdens de Middeleeuwen waren giraffen alleen bekend bij de Europeanen door het contact met de Arabieren, die de giraffe vereerden wegens zijn eigenaardige verschijning.
In 1414 werd er een giraffe verscheept van Malindi naar Bengalen. Hij werd vervolgens meegenomen naar China door de in dienst van de Ming-keizer rondtrekkende ontdekkingsreiziger Zheng He en ondergebracht in een dierentuin. Het dier was een bron van fascinatie voor de Chinezen, die het in verband brachten met de mythische Qilin.
De "Medici-giraffe" was een giraffe die werd aangeboden aan Lorenzo de' Medici in 1486, mogelijk door de Egyptische sultan Qaitbay. Het dier veroorzaakte grote opschudding na aankomst in Florence, omdat het de eerste levende giraffe was die men sinds de oudheid in Italië zag.
Een andere beroemde giraffe was Zarafa die vanuit Egypte naar Parijs werd gebracht in de vroege 19de eeuw. Een sensatie, aangezien de giraffe het onderwerp was van talrijke memorabilia of "giraffanalia".
Giraffen blijven aanwezig in de moderne cultuur. Salvador Dalí beeldde hen af met vlammende manen in sommige van zijn surrealistische schilderingen. Dalí beschouwde de giraffe als een symbool van mannelijkheid, en een vlammende giraffe was bedoeld als een "mannelijk kosmisch apocalyptisch monster". Verschillende kinderboeken gaan over giraffen, zoals David A. Ufer's The Giraffe Who Was Afraid of Heights (Nederlands: De giraffe die hoogtevrees had), Giles Andreae's Giraffes Can't Dance (Giraffen kunnen niet dansen) en Roald Dahl's The giraffe and the Pelly and Me (De Giraffe, de Peli en Ik). Een van de Just So Stories van Rudyard Kipling is het verhaal How the Giraffe Got its Long Neck. Giraffen zijn ook verschenen in animatiefilms, als minder belangrijke personages in Disney's The Lion King en Dumbo, en in meer prominente rollen in bijvoorbeeld The Wild en in de Madagascar-films.
De giraffe speelt een belangrijke rol in het door Annie M.G. Schmidt geschreven kinderliedje "Dikkertje Dap". In dit liedje klimt een jongetje, genaamd Dikkertje Dap, met een ladder in de nek van een giraffe in Artis om met hem te praten.

### Jacht

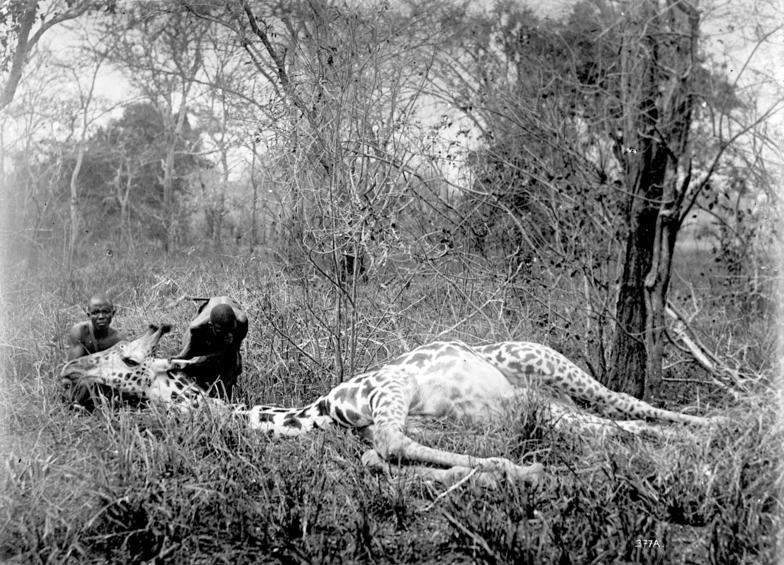
Giraffe, gedood door lokale jagers in Duits-Oost-Afrika, begin 20e eeuw

Giraffen waren voor jagers in Afrika waarschijnlijk gewone doelen. Verschillende delen van hun lichamen werden gebruikt voor verschillende doeleinden. Hun vlees werd gebruikt als voedsel, de staartharen dienden als vliegenmeppers, geluksarmbanden, kettingen en draad. Schilden, sandalen en drums werden gemaakt van de huid, en de snaren van muziekinstrumenten werden gemaakt van de pezen. De rook van het verbranden van de giraffenhuid werd gebruikt door de medicijnmannen van Buganda om neusbloedingen te behandelen.
In de 19de eeuw begonnen Europese ontdekkingsreizigers te jagen op giraffen voor de sport. In Oost-Afrika werden jachten georganiseerd om trofeeën (Overwinningsteken dat bestaat uit buitgemaakte wapens) te bemachtigen. De vernietiging van het habitat van de giraffe heeft hem ook geen goed gedaan; in de Sahel heeft de behoefte aan brandhout en ruimte voor vee om in te grazen geleid tot ontbossing. Normaal gesproken kunnen giraffen samenleven met vee, omdat zij niet direct met hen concurreren.

### Bedreiging en populaties
De giraffensoort staat als "kwetsbaar" op de Rode Lijst van de IUCN. Hun aantal is teruggelopen van circa 160.000 in de periode rond 1985 naar 98.000 in 2015 en 2016 (schattingen). Giraffen zijn voor een groot deel uitgeroeid in hun historische gebieden zoals Eritrea, Guinee, Mauritanië en Senegal. Ze zijn ook deels verdwenen in Angola, Mali en Nigeria, maar er zijn ook giraffen uitgezet in Rwanda en Swaziland.

##### Oorzaken kwetsbaarheid
- Verdwijnen van hun natuurlijke leefgebieden en fragmentatie daarvan
- Stroperij
- Droogte (mede door klimaatverandering)

### Bescherming
Privé-wildreservaten hebben bijgedragen aan het behoud van de giraffenpopulaties in Zuid-Afrika. Giraffe Manor is een populair hotel in Nairobi, dat tevens dient als toevluchtsoord voor rothschildgiraffen. De meeste (onder-)soorten giraffen zijn beschermd. In de periode 1970 - 1990 werd geschat dat er toen meer dan 150.000 giraffen bestonden in het wild. Schattingen uit 2015 en 2016 gaven aan dat er toen 97.562 waren. De grootste achteruitgang vertoonde de Nubische giraffe (G. c. camelopardalis), een ondersoort die voorkomt in Ethiopië en Zuid-Soedan. Volgens schattingen uit 1979 - 1982  waren er toen ruim 20 duizend individuen; in 2015 werden er 650 geteld, een achteruitgang met 97%. Het WNF heeft diverse projecten die het leefgebied van de giraffe beschermt. Daarom zijn er bepaalde parken en delen in Afrika beschermd waar niet op giraffen gejaagd mag worden.
Door mens-dier-conflicten waren er in de jaren 90 nog slechts 49 dieren in Niger over. Dankzij de inzet van de organisatie voor de bescherming van de giraffen (ASGN) in Niger was de populatie in 1996 weer gegroeid tot 230 dieren. De ASGN beschermt de populatie door de lokale bevolking, die haar leefomgeving deelt met de giraffen, in te laten zien dat ze sociaal en economisch kunnen profiteren van de aanwezigheid van de giraffen. Ook beschermen ze hun leefomgeving zodat het geen belemmering hoeft te zijn als mens en dier in dezelfde omgeving leven.